# アキハバラ無法街 〜GUN MAID〜
『アキハバラ無法街 〜GUN MAID〜』（アキハバラむほうがい ガン メイド）は、杉村麦太による日本の漫画作品。『チャンピオンRED』（秋田書店）の2007年7月号・9月号・11月号と2008年1月号に掲載された。全4話で、単行本は全1巻。

## あらすじ
時は20××年、秋葉原旧市街（スラム）のメイド喫茶は、新アキバの店に押されて経営の危機に陥っていた。秋葉原を掌握し、萌えやオタク産業を己の物にしようと企む新アキバのCEOが送り込む刺客達に、女装少年メイド・くるりが立ち向かう。

## 登場人物
くるり
本作の主人公。メイドカフェ・ピンキーの女装メイド。元・複合強化猟兵。先行強襲型で、高い戦闘力を持つ。
琴芝雪緒（ことしば ゆきお）
メイドカフェ・ピンキーのメイド。店内ではスクール水着を着用している。貧乳だったが、強制豊胸薬を投与されて巨乳にされた。最終話では、乳腺刺激剤を注射され、強制排乳されて貧乳に戻った。
すだま
くるりと同じ複合強化猟兵で重火力支援型。先行強襲型のくるりを「お兄ちゃん」と呼ぶ。長身で牙が生えた不気味な風貌。
店長
メイドカフェ・ピンキーの店長。女装少年（ショタ）喫茶がうけると思い、くるりをメイドとして雇った。
ジャパニメヒルズ社長
ジャパニメヒルズというビルを建てて、秋葉原を牛耳ろうとする男。父親は政府の閣僚。
チカ子
渋谷のコギャル山賊団のリーダー。渋谷を追われ、秋葉原を拠点とするため山賊団を率いて攻め込む。
猪辺戸（いのべど）
渋谷のコギャル山賊団と共に旧アキバに攻め込んできた男。ジャパニメヒルズ社長の手先。
みたま
くるり抹殺のために送り込まれた複合強化猟兵。

## 用語
複合強化猟兵
機械（マシン）・生物（バイオ）・化学（ケミカル）など最先端技術の複合的集積体にして最強の軍用サイボーグの呼称。未だ開発途上にありながら、その戦力は最新鋭の機甲兵器に匹敵する。
メイドカフェ・ピンキー
秋葉原旧市街にあるメイド喫茶。くるりや雪緒が働いている店。
秋葉原ジャパニメヒルズ。
通称新アキバ。ビル内の店はパリの一流カフェと提携していたり、バイオ技術で改造したメイドを使ったりしている。
渋谷汚染区（シブヤマルボルジュ）
20×△年の渋谷細菌テロにより隔離された汚染区。ウィルスに感染して生き延びた者は怪物化している。

## 書誌情報
- 杉村麦太『アキハバラ無法街 〜GUN MAID〜』秋田書店〈チャンピオンREDコミックス〉、2008年2月20日発売、ISBN 978-4-253-23012-4